# Steffen Berg Løkkebø
Steffen Berg Løkkebø (* 3. November 1987) ist ein norwegischer ehemaliger Handballspieler.

## Karriere
Der 1,88 Meter große Rechtsaußen spielte bei Sandefjord TIF und ab 2010 bei Follo HK in der ersten norwegischen Liga; in der Saison 2012/13 belegte er mit 135 Treffern den vierten Platz in der Torschützenliste der Postenligaen. Zur Saison 2013/14 wechselte Løkkebø zum deutschen Bundesligaaufsteiger TV Emsdetten. Im Sommer 2015 wechselte er zurück nach Norwegen zu Falk Håndball Horten und danach noch zu Nøtterøy Handball.
Für die norwegische Nationalmannschaft bestritt Steffen Berg Løkkebø 22 Länderspiele, in denen er 47 Tore erzielte.